# Friedrich von Osterhausen
Friedrich von Osterhausen (* 21. Januar 1811 in Kassel; † 26. April 1881 ebenda) war ein kurfürstlich hessischer Oberst und Kriegsminister.

## Leben
Friedrich von Osterhausen war seit 1829 Offizier in der kurhessischen Armee, 1849 Hauptmann, 1856 Major, 1860 Oberstleutnant und seit 1865 Oberst. Von 1859 bis 1861 war er Kommandeur des Schützenbataillons, danach bis 1862 Kommandeur des Jägerbataillons. Von Juni 1862 bis September 1864 amtierte er als kurhessischer Kriegsminister. Danach war er Kommandeur des 2. Infanterie-Regiments („Landgraf Wilhelm von Hessen“) sowie vertretungsweise zweiter Kommandant von Hanau. Nach dem verlorenen Krieg und der Annexion des Kurfürstentums durch Preußen trat Osterhausen am 18. September 1866 in den Ruhestand.
Er war mit Karoline von Baumbach (1823–1863) verheiratet, der Schwester des preußischen Generalleutnants Friedrich von Baumbach.